# Новак (име)
Новак је старо мушко српско име словенског порекла, а име налазимо и код других блиских народа.

## Облици имена
- Мушки облици: Новеља, Новица, Новиша, Новко, Ново, Нова и Ноко.
- Женски облик: Новка

## Историјат
Старо славеносрпско име. Изводи порекло од основе нов у значењу новорођенче. Смисао имена је жеља родитеља за приновом у породици.
Помен мушког имена Новак посведочен је у манастирским записима из 14. века што сведочи о његовој старини.
Међутим, име Новак је постало посебно популарно међу Србима око 2007. године, захваљујући све већој препознатљивости Новака Ђоковића. Тако је само у Београду током прве половине 2011. године ово име добило 37 дечака.

## Познате личности
- Новак Билбија (1950-), српски глумац,
- Новак Вукоје (1947-), српски лекар,
- Новак Ђоковић (1987-), познати српски и светски тенисер,
- Новак Јововић (1834-1910), црногорски устаник,
- Новак Кондић (1952-), српски економиста, професор Економског факултета у Бањој Луци,
- Новак Мартиновић (1985-), српски фудбалер,
- Новак Новак (1928-1995), српски писац,
- Новак Радонић (1826-1890), српски сликар,
- Новак Симић (1906-1981), српски писац,
- Новак Томић (1936-2003), српски фудбалер,
- Новак Љубинковић (2010-), српски репер.